# How You Remind Me
"How You Remind Me" é o primeiro single do álbum Silver Side Up da banda canadense Nickelback, lançado em 2001. O single foi lançado e atingiu o topo da Billboard Hot 100, onde permaneceu por quatro semanas. No Canadian Singles Chart, também alcançou a primeira posição.

## Faixas
CD single
1. "How You Remind Me" (versão álbum) - 3:45
2. "How You Remind Me" (acústica) 3:30
3. "Little Friend" - 3:48

CD maxi
1. "How You Remind Me" (Gold Mix) — 3:45
2. "How You Remind Me" (versão LP)  — 3:30
3. "Little Friend" - 3:48
4. "How You Remind Me" (vídeo)

## Cover
Avril Lavigne regravou a canção "How You Remind Me" que faz parte da trilha sonora do filme japonês One Piece Film Z.

## Certificações
| País           | Certificação | Data                  | Vendas certificadas |
| -------------- | ------------ | --------------------- | ------------------- |
| Alemanha       | ouro         | 2002                  | 150,000             |
| Austrália      | 2× platina   | 2001                  | 140,000             |
| Áustria        | ouro         | 27 de setembro, 2002  | 15,000              |
| Bélgica        | ouro         | 23 de fevereiro, 2002 | 20,000              |
| Estados Unidos | ouro         | 18 de novembro, 2005  | 500,000             |
| França         | prata        | 15 de janeiro, 2003   | 125,000             |
| Reino Unido    | ouro         | 24 de maio, 2002      | 400,000             |
| Suíça          | ouro         | 2002                  | 15,000              |

## Gráficos
| Gráfico (2002)                       | Melhor posição |
| ------------------------------------ | -------------- |
| Billboard Hot 100                    | 1              |
| Billboard Hot Adult Top 40           | 2              |
| Billboard Hot Mainstream Rock Tracks | 1              |
| Billboard Alternative Songs          | 1              |
| ARC Weekly Top 40                    | 1              |
| ARIA Singles Chart                   | 2              |
| Top 75 Singles                       | 1              |
| Bélgica (Flanders)                   | 2              |
| Bélgica (Valônia)                    | 4              |
| Canadian Singles Chart               | 1              |
| Tracklisten                          | 1              |
| Dutch Mega Top 100                   | 17             |
| Finlândia                            | 18             |
| SNEP                                 | 11             |
| Media Control Charts                 | 3              |
| Irish Singles Chart                  | 1              |
| FIMI                                 | 14             |
| RIANZ Singles Chart                  | 4              |
| VG-lista                             | 4              |
| Top 60                               | 4              |
| Swiss Charts                         | 3              |
| UK Singles Chart                     | 4              |

| Gráfico de final de ano (2002) | Posição |
| ------------------------------ | ------- |
| Austrália                      | 48      |
| Áustria                        | 6       |
| Bélgica (Flanders)             | 17      |
| Bélgica (Valônia)              | 56      |
| França                         | 98      |
| Irlanda                        | 8       |
| Suíça                          | 13      |